# Clinton Whitelaw
Clinton John Whitelaw (Johannesburg, 24 december 1970) is een professioneel golfer uit Zuid-Afrika. Hij is verbonden aan de Kempton Park Country Club.

## Amateur

### Gewonnen
- Transvaal Strokeplay Championship
- Northern Transvaal Strokeplay Championship
- Western Transvaal Strokeplay Championship

## Professional
Whitelaw werd in 1990 professional. Op de Sunshine Tour won hij drie toernooien waaronder het Zuid-Afrikaans Open in 1993. Hij heeft ook op de Tour in Canada gespeeld en vanaf 1997 op de Europese PGA Tour. Na zes maanden won hij het Marokkaans Open in Agadir en eindigde op de 54e plaats van de Order of Merit. De overwinning gaf hem speelrecht voor twee seizoenen maar daarna lukte het hem niet zijn kaart te behouden. 

### Gewonnen

#### Sunshine Tour
- 1993: Philips South African Open (279)
- 1996: FNB Pro Series: Free State en Western Cape

#### Europese Tour
- 1997: Marokkaans Open op de Golf Royal D'Agadir

#### Elders
- 1993: California State Open